# Церковь Андрея Первозванного во Фрязинове
Це́рковь Андре́я Первозва́нного во Фря́зинове (церковь Преображе́ния Госпо́дня во Фря́зинове) — православный храм в Вологде. Церковь и её ограда являются комплексом памятников архитектуры конца XVII века (церковь, категория охраны — федеральная) — начала XX (ограда, категория охраны не установлена).

## История
Изначально Спасо-Преображенская церковь была деревянной. Точно известно, что в 1618 году уже существовала. Перестроена в каменную была около 1670 года (по другим источникам, в 1687 году).
По данным окладных книг в конце XVII века, в приходе церкви Андрея Первозванного числилось 125 дворов, а церковной дани взималось гораздо больше других церквей города Вологды. В её причте состояло два священника. Из окладной книги церковной известно, что от храма святого апостола Андрея Первозванного в селе Фрязиново с десятины взималось 3 рубля с полтиною, что существенно превышало оклады других храмов.
Приход церкви Андрея Первозванного составляли само бывшее село Фрязиново, входившее в городскую черту, и близлежащие деревни: Тепенькино, Хорхорино, Дьяконово. Поэтому в какой-то мере церковь являлась уникальной: была одновременно городской и сельской, соединяла в приходской жизни городской и сельский уклады.
Православные традиции в приходе были довольно сильные. В ежегодно составляемых исповедных ведомостях священники отмечали отсутствие иноверцев или раскольников. В 1733 году духовная консистория ведёт дознание крестьян окрестных сел Дьяконово и Хорхорино, уличенных в приверженности к расколу, за то, что крестились двумя перстами и спорили со священником о слове Божьем. А в исповедальных ведомостях за 1810 год отмечалось наличие шести человек, «не исповедовавшихся из-за расколу». В исповедальных ведомостях мы находим сведения о посещении церкви крестьянами деревень Баранково, Доронино, Погари.
В 1791 году в приходе проживало: духовного сословия — 26 человек, приказных, то есть чиновников гражданского ведомства (с семьями) — 27 человек, из них только одна семья принадлежала к дворянскому сословию.
В 1922 году все драгоценные украшения были изъяты в фонд советской власти. Было изъято 62 серебряных культовых предмета общим весом свыше двух пудов, жемчуга и драгоценных камней свыше 1 фунта. Сброшено в январе 1930 года колокольной меди весом свыше 218 пудов (13 колоколов).
Президиум Вологодского окружкома от 31 января 1930 года постановил: расторгнуть договоры с восемью церквами, в том числе и с церковью Андрея Первозванного, «вследствие нарушения этими религиозными общинами и передачи церквей для нужд государства, учитывая острый кризис в помещениях города Вологды». В частном определении главнауки было записано: «Андрея Первозванного церковь — сохранению подлежит лишь общий архитектурный вид. Внутренне убранство, в общем, значения не имеет. Отдельные предметы передать музею». В результате этого храм был приспособлен под пересыльный пункт для перемещенных лиц. На столбах, стенах, откосах окон и арок верхнего храма до ремонта можно было видеть подписи жертв репрессий, датированные 1930—1932 гг., молитвы, детские рисунки.
С февраля 1930 года богослужения в церкви больше не проводились, последнего настоятеля храма отца Николая Замараева перевели на Богородское кладбище, где в 1937 году он был арестован и погиб в тюрьме
В послевоенное время в храме размещались склады Вологодской нефтебазы. Никаких ремонтных работ в храме за советский период не производилось. Долгое время здание церкви было практически лишено кровли, ливневые воды и снег беспрепятственно падали на кирпичную кладку сводов и разрушали их. В результате систематических протечек и солеобразований роспись верхней части храма была сильно повреждена. У всех сохранившихся лиц, изображенных в верхнем храме, были выколоты глаза. Живопись нижнего храма, состоявшая из отдельных клейм, не сохранилась.
В 1990 году возвращена церкви, службы проводятся в нижнем храме, где освящены Андреевский и Гурие-Самоно-Авивовский престолы.

## Название
Церковь названа именем Андрея Фрязина, утверждает ученый путешественник Михаил Петрович Погодин, приезжавший в Вологду в 1841 году.
Но есть и другое мнение А. Мухина, состоящее в том, что название данной церкви связано с именем Вологодского князя Андрея Васильевича Меньшого, младшего сына великого князя Василия Темного. Указывает следующие причины:
1) Дмитрий Донской ещё не владел Вологдой и не мог распоряжаться чужими землями;
2) над сводом храма когда-то возвышался фонарь, "увенчанный большою круглою главою и железным, прорезным золоченым крестом с короною наверху. Короны и орлы на крестах означали царские сооружения. Из этого следует, что данная церковь как-то связана с великокняжеской или царской фамилией. Возможно, что Андрей Вологодский пожаловал или продал данное село Ивану Фрязину, с которым был связан финансовыми отношениями и которому по завещанию должен был « дати ми Ивану Фрязину полчетверти рублев …».

## Архитектура
Кирпичная двухэтажная церковь. Основной объём храма — двустолпный четверик, к которому с западной стороны пристроены паперть и шатровая колокольня. В верхнем помещении находился Преображенский храм с приделами Рождества Иоанна Предтечи и Дионисия и Амфилохия Глушицких. Внизу помещался храм Андрея Первозванного с приделами Григория Богослова, Гурия, Самона и Авива (с 1849 года) и Скорбященским (с 1853 года).
Кровля в настоящее время поскатная, храм венчает одна луковичная глава. Исходно имелось 5 глав, 4 были позднее разобраны. Глава церкви — её наиболее удачная и привлекательная архитектурная особенность. Искусствовед Г. К. Лукомский так отзывается об архитектуре церкви Андрея Первозванного в своём путеводителе по достопримечательностям Вологды, изданном в 1907 году:

К особенно красивым частям наружной архитектуры надо отнести главу. Её форма превосходна. Покоящаяся на тонком барабане, ярко-синяя с золотыми звёздами, она отлично связывается в одну стройную композицию с храмом…
Одноглавый куб с двумя полукружиями одной стороны и тремя полукружиями другой, был пятиглавым. Боковые главы были разобраны так, что при ближайшем рассмотрении может показаться, что их никогда и не существовало. В сущности композиция храма из куба с одним куполом вполне гармонична, а так как купол возвышается над звонницею значительно, то для общего силуэта достаточны массы его одного.

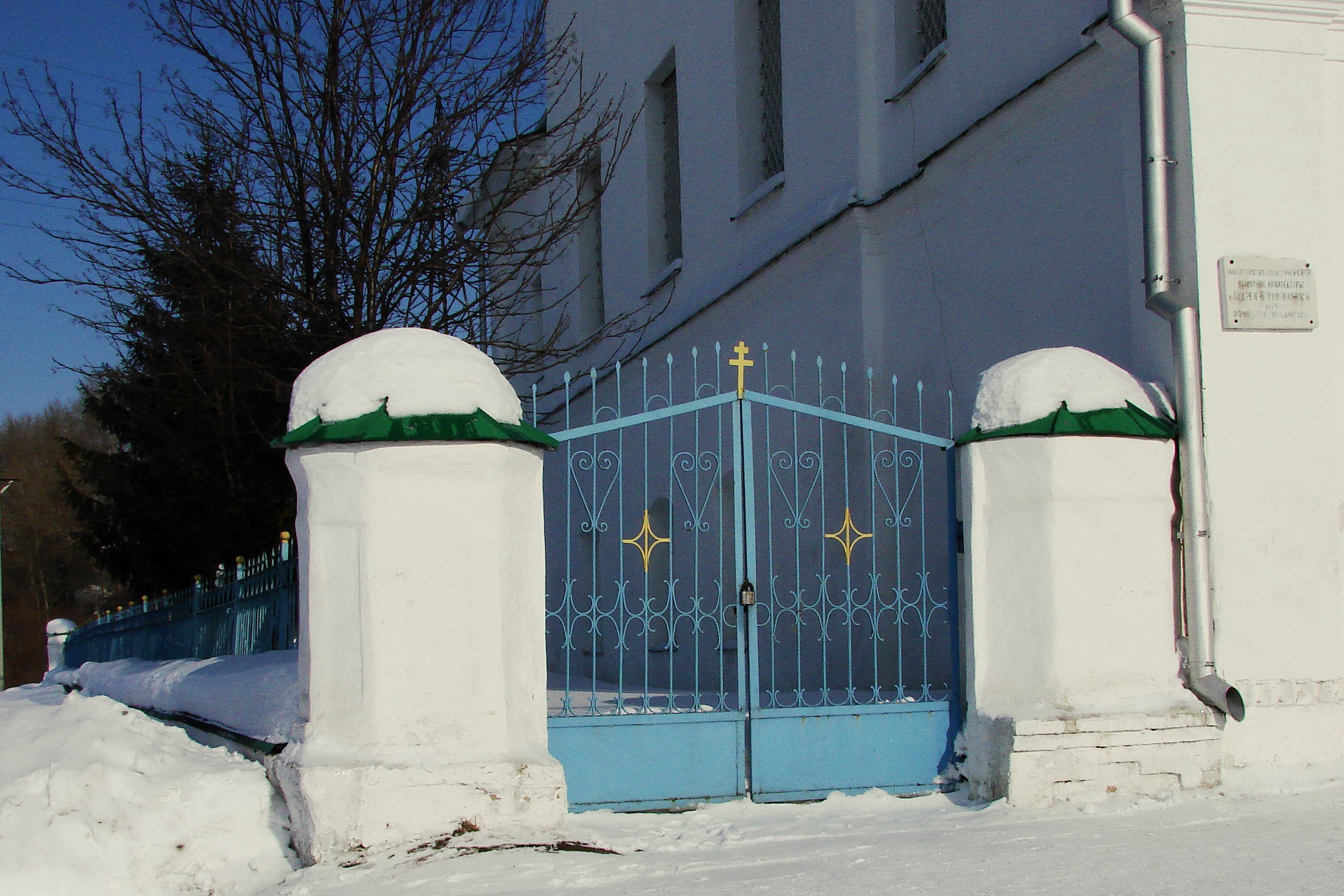
Ограда церкви

— Г. К. Лукомский. Вологда в её старине